# Патрик Блекет
Патрик Мејнард Стјуарт Блекет (енгл. Patrick Maynard Stuart Blackett, 18. новембар 1897 – 13. јул 1974) био је британски експериментални физичар познат по свом раду на магленим коморама, космичким зрацима и палеомагнетизму, који је добио Нобелову награду за физику 1948. године "за развој Вилсонове методе маглене коморе, и открића у вези са њеном применом у области нукеларне физике и космичког зрачења".
Прва је особа која је доказала да радиоактивност може изазвати нуклеарну трансмутацију једног хемијског елемента у други 1925. године. Такође је дао значајан допринос у Другом светском рату дајући савете о војној стратегији и развоју оперативних истраживања.